# Forest Hills (Carolina del Nord)
Forest Hills è un villaggio degli Stati Uniti d'America, situato in Carolina del Nord, nella contea di Jackson.